# 1283 Komsomolia
1283 Komsomolia è un asteroide della fascia principale del diametro medio di circa 26,87 km. Scoperto nel 1925, presenta un'orbita caratterizzata da un semiasse maggiore pari a 3,1859714 UA e da un'eccentricità di 0,2193353, inclinata di 8,90348° rispetto all'eclittica.
Il suo nome è dedicato all'organizzazione giovanile del Partito Comunista dell'Unione Sovietica, detta Komsomol.